# Ernst Weichselbaumer
Ernst Weichselbaumer (* 6. April 1907; † 10. Mai 1967) war ein Schachspieler, der für den Saarländischen Schachverband spielte.

## Leben
Ernst Weichselbaumer stammt aus Neunkirchen. Er spielte im selben Verein wie Otto Benkner, dem SV Saarbrücken 1939, der später ATSV Saarbrücken hieß. Anfang der 1950er Jahre unterrichtete Weichselbaumer Schach in Neunkirchener und Saarbrücker Vereinen. Später wohnte er in Thaleischweiler in der Südwestpfalz.

## Erfolge
Ernst Weichselbaumer war auch im Fernschach aktiv. So trat er 1933 beim Fernturnier der Wiener-Schachzeitung in der Meistergruppe an.
Während der Jahre der Unabhängigkeit des Saar-Protektorats (1947–1956) war Ernst Weichselbaumer im Nahschach einer der stärksten Schachspieler des Landes. 1955 nahm er an einem Länderkampf gegen die Schweiz teil.
Ernst Weichselbaumer spielte für das Saarland bei allen drei Schacholympiaden, an denen das Saarland während seiner Unabhängigkeit teilnahm:
- 1952 am dritten Brett der 10. Schacholympiade in Helsinki (+3, = 2, −7);
- 1954 am ersten Reservebrett 11. Schacholympiade in Amsterdam (+5 = 4, −5)
- 1956 am dritten Brett bei der 12. Schacholympiade in Moskau (+5 = 3, −4).

In der Vorrunde der Schacholympiade 1954 gelang ihm ein Sieg gegen den Weltklassespieler Aleksandar Matanović.
Aus der Gesamtperformance von Weichselbaumers Spielen bei Schacholympiaden wurde nachträglich eine historische Elo-Zahl von 2370 berechnet. Er lag damit auf dem 401. Platz der hypothetischen Weltrangliste.

## Ehrungen
Der Pfälzische Schachbund, Vorgängerverband des Schachbundes Rheinland-Pfalz, verlieh ihm die Ehrennadel in Silber.